# Rachel Azaria

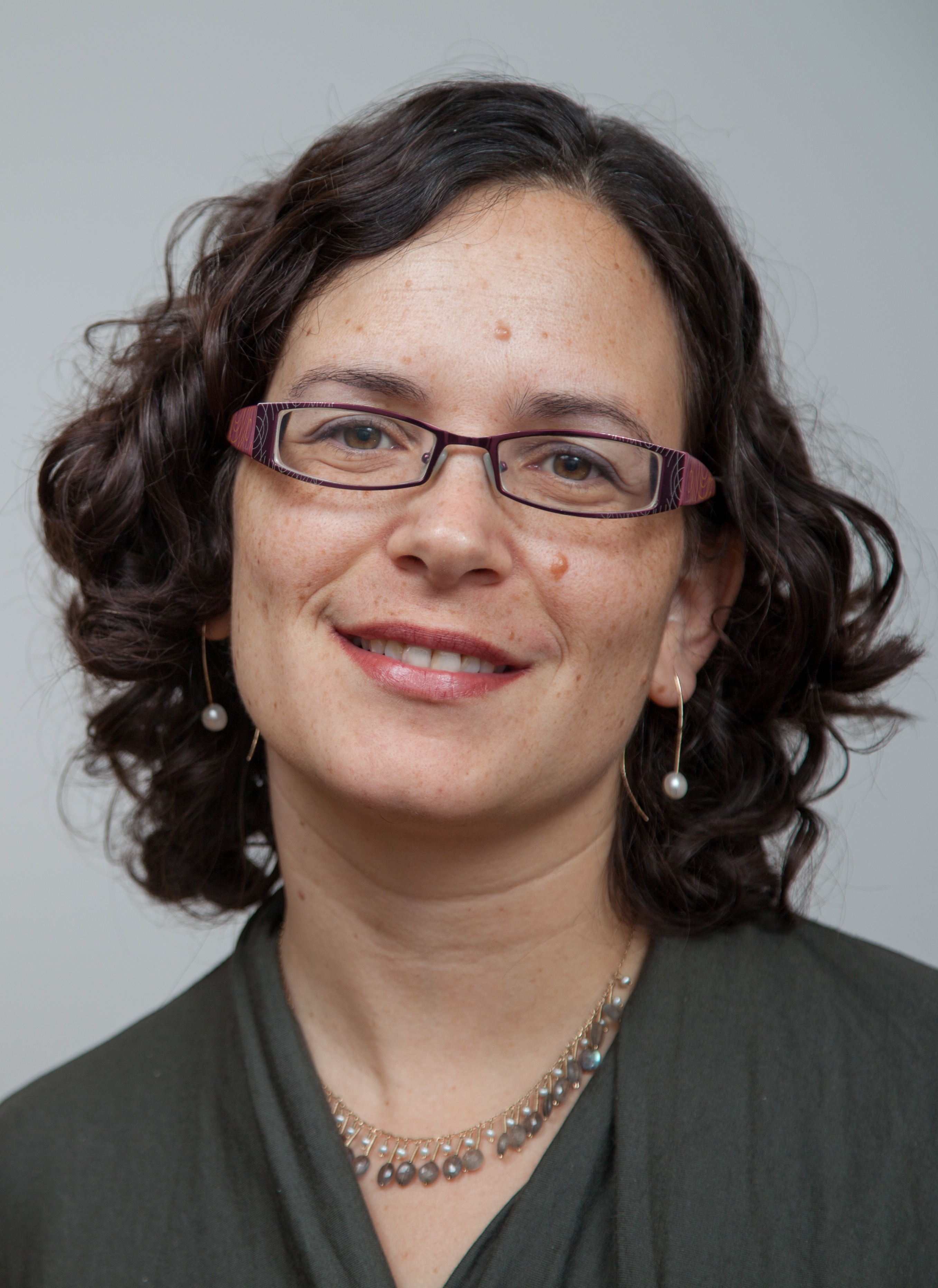
Rachel Azaria

Rachel Azaria (hebräisch רחל עזריה‎; * 21. Dezember 1977 in Jerusalem) ist eine israelische Politikerin der Kulanu.

## Leben
Azaria studierte nach ihrer Militärzeit Psychologie und Humanwissenschaften an der Hebräischen Universität Jerusalem. Seit Mai 2015 ist Azaria Abgeordnete in der Knesset. Azaria ist verheiratet, hat vier Kinder und wohnt in Jerusalem.